# Hunfredo de Montfort
Hunfredo de Montfort (muerto el 12 de febrero de 1284) fue un noble del Reino de Jerusalén.
Era el segundo hijo de Felipe de Montfort, Señor de Tiro, y su segunda esposa María de Antioquía-Armenia, Señora de Torón.
El 1 de octubre de 1274, Hunfredo se casó con Eschiva de Ibelín (1253-1312), hija de Juan de Ibelín, Señor de Beirut, y Alicia de la Roche. Tuvieron la siguiente descendencia:
- tres hijos y una hija, que murieron de niños.
- Amalarico de Montfort (muerto en 1304).[1]
- Rubén de Montfort (muerto en 1313).[1]
- Alicia de Montfort, o Helvis, que vivió en 1295.

En 1282, después de la muerte de su cuñada Isabel de Ibelín, Eschiva heredó el Señorío de Beirut. Cuando el hermano mayor de Hunfredo, Juan de Montfort, murió en 1283 sin descendencia, Hugo III de Chipre le concedió el Señorío de Tiro, a pesar de que pocos años atrás había confirmado a los Montfort la posesión de Tiro reservándose el derecho de recuperarla si Juan muriera sin descendencia. Hunfredo murió seis meses después, y el nuevo rey Enrique II de Chipre reclamó el derecho a Tiro (probablemente por considerar demasiado joven e inexperto al hijo de Hunfredo como para garantizar la defensa de Tiro) y se la concedió a su hermano Amalarico de Lusignan.